# Callianthe bezerrae
Callianthe bezerrae är en malvaväxtart som först beskrevs av Honorio da Costa Monteiro, och fick sitt nu gällande namn av Donnell. Callianthe bezerrae ingår i släktet Callianthe och familjen malvaväxter. Inga underarter finns listade i Catalogue of Life.